# Agnolo degli Erri

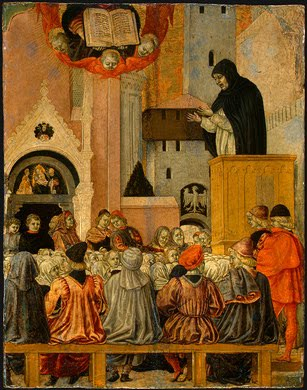
Domenicano in preghiera

Agnolo degli Erri (Angelo; Modena, 1420 circa – Modena, 1497-(?)) è stato un pittore italiano, documentato in attività fra il 1442 ed il 1487.

## Biografia
Nacque in una famiglia di artigiani e artisti, documentata a Modena già dal '300. Il primo pittore della famiglia fu suo nonno Bartolomeo, seguito dai due figli Giorgio (padre di A.) e Pellegrino. Bartolomeo, assieme ai due fratelli minori Serafino e Agnolo, ed al cugino Benedetto, rappresentò la terza generazione di pittori della famiglia. Anche il nonno materno, Serafino de' Serafini, era pittore, appartenente alla cerchia di Tommaso da Modena.
Agnolo e Bartolomeo, assieme a Bartolomeo Bonascia, sono considerati i più importanti protagonisti della pittura del tardo gotico modenese, e vi facilitaronono la diffusione delle forme rinascimentali, analogamente a quanto accadeva a Ferrara e Bologna ad opera rispettivamente di Francesco del Cossa e Marco Zoppo.
Dopo un primo periodo di lavoro assieme al cugino Benedetto, nel 1442 assieme al fratello Serafino costituì una società "de arte pictorie et bardarum", destinata a diventare la bottega d'arte più apprezzata della città.
Nel 1458 gli vengono commissionati gli affreschi della Rocca estense di Sassuolo, che iniziò e che in seguito lasciò condurre autonomamente al fratello minore Bartolomeo: infatti in un documento del 1460 emerge che Agnolo era pagato per "le depinture facte per maestro Bertolamio suo fratello in le stantie del palazo".
Nel 1462 inizia il grande trittico dell'"Incoronazione della Vergine e santi" (1462 e 1466), conservato presso la Galleria Estense, e che costituisce tutt'oggi uno dei pezzi in assoluto più importanti della produzione della bottega degli Erri.
Assieme al fratello Bartolomeo realizzò una serie di tavole di scene della vita dei santi Domenico, Tommaso d'Aquino, Pietro da Verona e Vincenzo Ferreri. Queste scene probabilmente facevano parte di grandi polittici (oggi smembrati) realizzati per la locale chiesa di San Domenico. Solo le scene relative a San Vincenzo dovrebbero essere esclusivamente opera di Agnolo, in quanto verosimilmente realizzate dopo il 1480, quando Bartolome morì.
Diverse sue opere sono oggi conservate in diversi musei del mondo: Metropolitan Museum of Art (New York), Kunsthistorisches Museum (Vienna), California Palace of the Legion of Honor (San Francisco) ed ovviamente la Galleria Estense di Modena.

## Opere
- Polittico di San Pietro Martire, Galleria nazionale, Parma
- Incoronazione della Vergine e santi, trittico, Galleria Estense, Modena
- Ritratto di un uomo imberbe (circa 1465),fondazione Kress.
- Domenicano in preghiera (circa 1470), tempera su legno, National Gallery of Art, Washington D.C.